# 주목
주목(朱木, 영어: spreading yew 또는 Japanese yew)은 주목과에 속하는 상록침엽교목으로 한국, 중국 북동부, 일본이 원산지이다. 여러 명칭이 있었으나, (줄기의 껍질과 속의 색깔이 모두) 붉은 나무라는 의미의 ‘주목’이라는 이름이 널리 쓰이고 있다. 천년을 산다고 알려져 있으며, 다양한 재배 품종이 있다.

## 명칭
주목 외에도 적백송, 자삼, 수송, 적목, 경복, 화솔나무, 노가리나무라고도 한다. 일본에서는 ‘이찌이(一位)’라고 부른다.

## 특징
늘푸른큰키나무(常綠喬木)이며, 높이(樹高)는 20m, 지름(胸高)은 1mgbh에 달한다. 나무껍질(樹皮)의 색은 큰 가지와 줄기의 경우 적갈색이며, 어린 가지는 녹색을 띤다. 잎은 선형에 소용돌이처럼 달리지만 옆가지에서는 깃처럼 보이며, 길이는 최대 21.2mm, 너비는 2mm 내외이다. 잎 끝은 뾰족하고 약간 튀어나와 있다. 잎이 전체적으로 넓고 뾰족해진다. 짙은 녹색인 잎 표면은 중앙부가 약간 튀어나와 있다. 뒷면에 기공선이 2줄 있다. 잎은 자란 지 2～3년이 지나면 낙엽된다.
구화수(꽃차례)가 4월에 달리는 암수딴그루이다. 웅성구화수(수꽃차례)는 도란형 또는 구형이고, 길이는 3.5mm 정도이며, 길이 0.7mm 내외의 자루가 붙어있고, 6개의 비늘조각(鱗片)으로 싸이며, 8～10개의 수술과 8개의 소포자낭을 가진다. 자성구화수(암꽃차례)는 알 모양이고, 녹색을 띠며, 10개의 인편으로 싸이고, 잎겨드랑이(葉腋)에 달린다. 구과는 세모꼴 난형 또는 알 모양 구형이며, 길이는 7.5mm 내외, 너비는 8.5mm 내외이고, 한 쪽이 뚫린 공 모양이며, 컵 모양의 붉은색 열매의 가종피 속에 종자가 들어있다. 종자는 길이는 5.6mm 내외, 너비는 4.5mm 내외이다. 열매는 8월에서 9월 사이에 열린다.

## 생태
주목은 전국 어디에나 자라지만 주로 자라는 곳은 제주도, 울릉도, 태백산, 덕유산, 지리산 같은 해발고도 700m를 넘는 높은 산에서 자란다.

## 쓰임새
과육은 식용가능하며, 맛이 달다. 씨는 맛이 쓰고 독이 있으며, 약으로 쓰인다. 줄기에서는 암을 고칠 수 있는 천연물질인 '탁솔(taxol)'을 추출한다. 주목은 수피와 심재가 유달리 붉고 질이 좋기 때문에 고급 가구재나 장식재로 친다. 또 줄기는 가구, 건축물, 조각품, 바둑판 등의 목재로 쓴다. 목재는 단단하면서도 탄력이 있다. 서양에서는 활의 재료로 사용되었으며, 한 뼘 정도 되게 얇게 다듬어 홀을 만들기도 했다. 조선에서는 붉은 줄기에서 추출한 액으로 궁녀들의 옷감을 치장하거나 임금의 곤룡포를 염색할 때 물감으로 썼다.

## 아종 및 재배 품종
- 주목 '덴시포미스'(T. cuspidata 'Densiformis')
- 눈주목(T. cuspidata var. nana)
- 주목 '니그라'(T. cuspidata 'Nigra')
- 설악눈주목(Taxus caespitosa (Thunb.) Lour.) : 원줄기가 옆으로 기며 가지에서 뿌리가 나 눈잣나무처럼 된다.[5] 눈주목이라고도 부른다.

## 문학 속의 주목
조선 초기의 성리학자 김종직의 시에 주목(朱木)이 등장하였으며, 1980년대 이후로 아주 느리게 자란다는 의미로 ‘천 년 주목’, ‘살아 천년 죽어 천년인 나무’라는 표현이 많이 쓰이고 있다.

## 사진

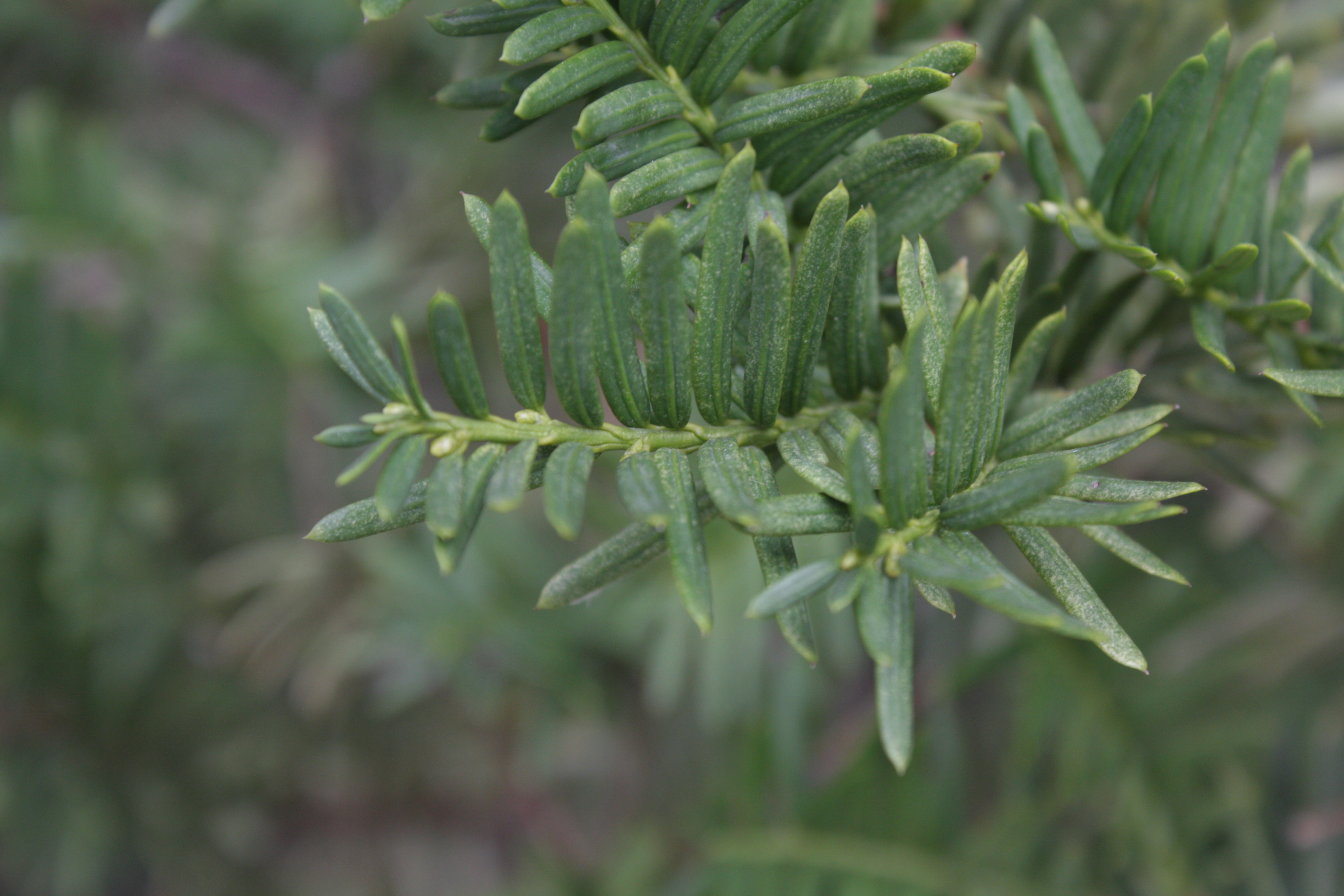
잎
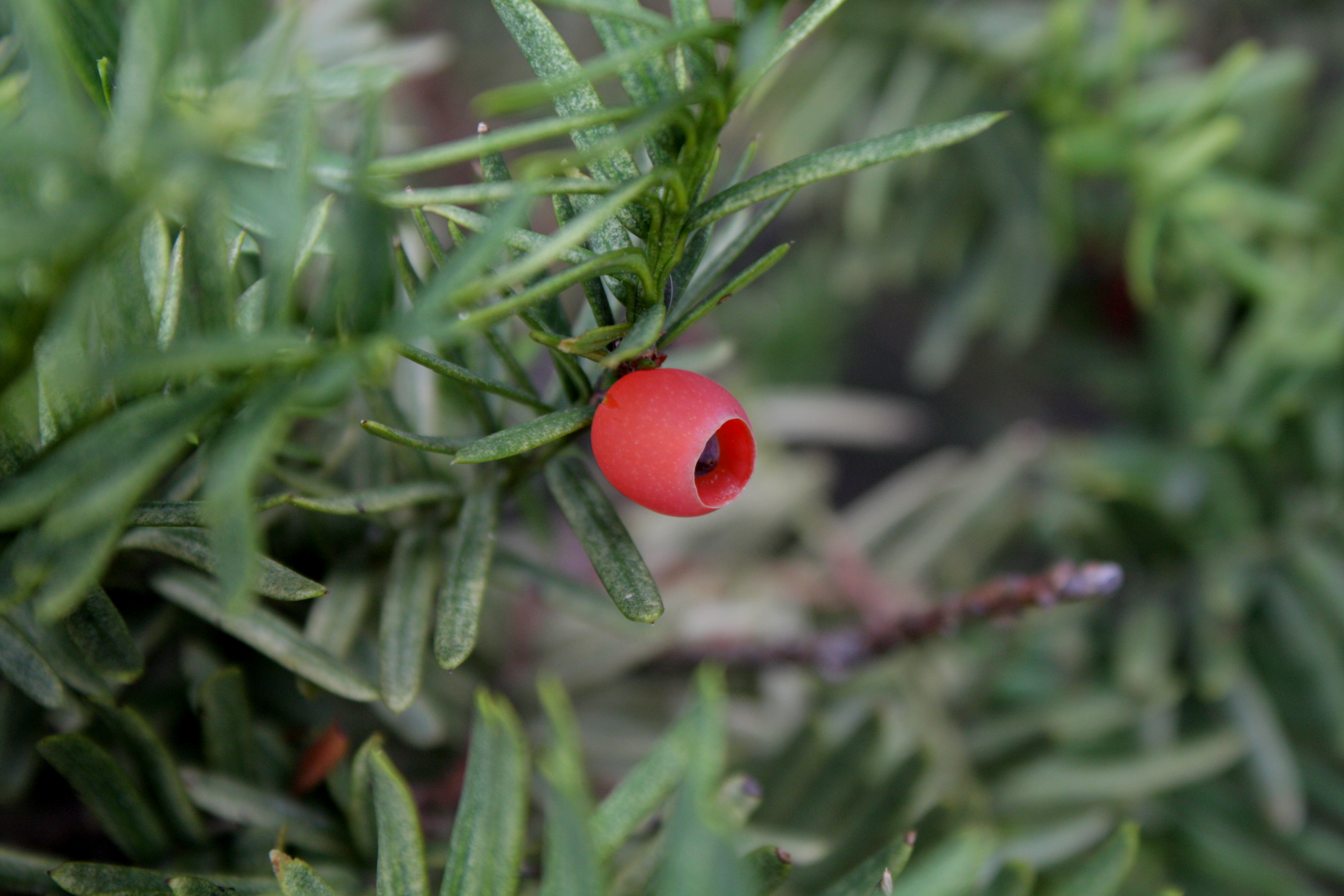
열매
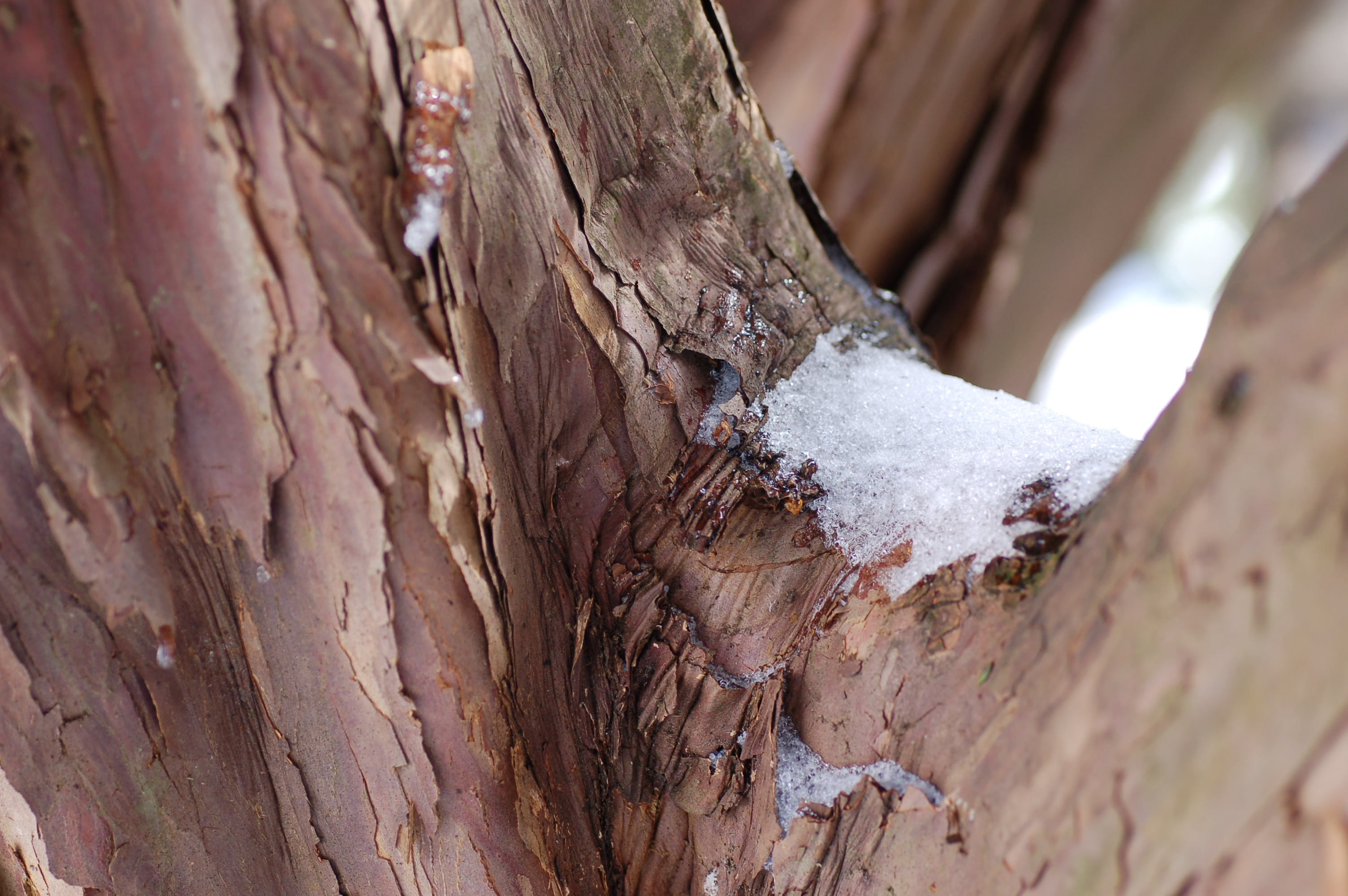
줄기 나무껍질
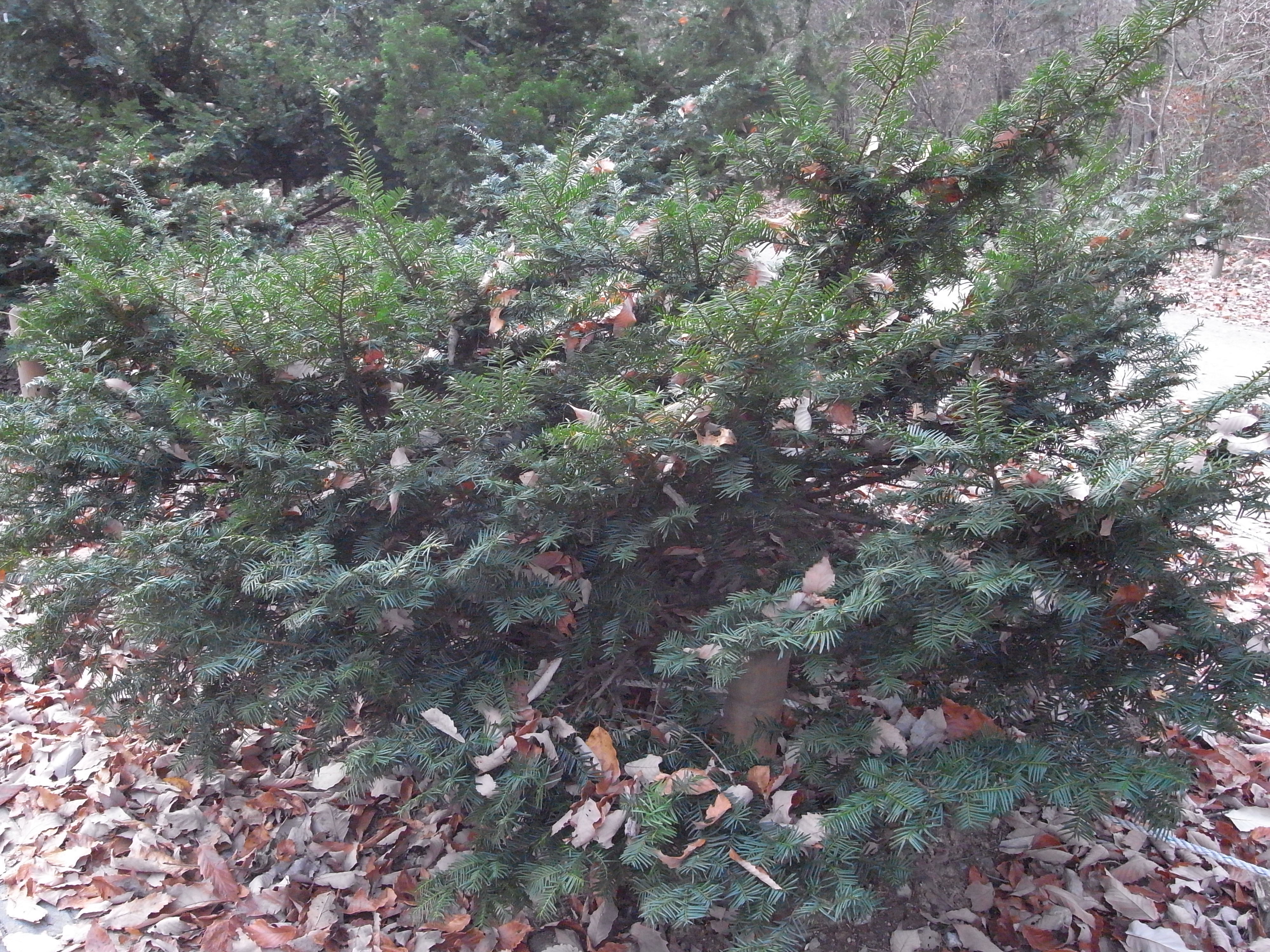
설악눈주목

## 천연기념물
대한민국의 천연기념물로 지정된 주목은 다음과 같다.
- 소백산의 주목군락 - 천연기념물 제244호. 충북 단양군 소백산 서쪽 사면에 위치한다.
- 정선 두위봉의 주목 - 천연기념물 제433호. 강원특별자치도 정선군 사북읍에 위치한다. 수령은 1,100년~1,400년으로 추정된다.

## 참고 문헌
- 박상진 (2001). 《궁궐의 우리 나무》. 눌와.
- 이 문서에는 다음커뮤니케이션(현 카카오)에서 GFDL 또는 CC-SA 라이선스로 배포한 글로벌 세계대백과사전의 내용을 기초로 작성된 글이 포함되어 있습니다.